# 長嶋一茂
長嶋一茂（1966年1月26日—）、日本職業棒球選手（内野手）、棒球評論家、演員。長嶋一茂是東京都大田區田園調布出身，日本職業棒球選手長嶋茂雄為其父親，弟為車手長島正興、妹為記者長嶋三奈。